# Hillsboro (Town, Vernon County)
Die Town of Hillsboro ist eine von 21 Towns im Vernon County im US-amerikanischen Bundesstaat Wisconsin. Im Jahr 2010 hatte die Town of Hillsboro 807 Einwohner.
Town hat in Wisconsin eine grundlegend andere Bedeutung, als im übrigen englischsprachigen Bereich. Vielmehr entspricht sie den in den anderen US-Bundesstaaten üblichen Townships, die nach dem County die nächstkleinere Verwaltungseinheit bilden.

## Geografie
Die Town of Hillsboro liegt im Südwesten Wisconsins und wird vom Baraboo River durchflossen, einem Nebenfluss des in den Mississippi mündenden Wisconsin River. Der am Mississippi gelegenen Schnittpunkt der drei Bundesstaaten Minnesota, Iowa und Wisconsin liegt rund 95 km westlich.
Die Town of Hillsboro liegt in der Driftless Area genannten eiszeitlich geformten Region, die sich über das südöstliche Minnesota, das südwestliche Wisconsin, das nordöstliche Iowa und das äußerste nordwestliche Illinois erstreckt. Bei der letzten Eiszeit, der so genannten Wisconsin Glaciation, blieb die Region eisfrei, sodass sich die Flusstäler auch während dieser Zeit tiefer in das Plateau einschneiden konnten.
Die geografischen Koordinaten des Zentrums der Town of Hillsboro sind 43°41′23″ nördlicher Breite und 90°21′59″ westlicher Länge. Sie erstreckt sich über eine Fläche von 92,3 km². Die Town of Hillsboro umschließt vollständig die Stadt Hillsboro, ohne dass diese der Town angehört.
Die Town of Hillsboro liegt im äußersten Nordosten des Vernon County und grenzt an folgende Nachbartowns:
| Town of Wellington (Monroe County) | Town of Glendale (Monroe County)            | Town of Plymouth (Juneau County) |
| Town of Forest                     | Kompassrose, die auf Nachbargemeinden zeigt | Town of Wonewoc (Juneau County)  |
| Town of Union                      | Town of Greenwood                           | Town of Woodland (Sauk County)   |

## Verkehr
Die Wisconsin Highways 33 und 82 treffen im Süden der Town zusammen. Der Wisconsin State Highway 33 führt in West-Ost-Richtung durch die Town of Hillsboro. Daneben führen noch die County Highways F und WW durch das Gebiet der Town. Alle weiteren Straßen sind untergeordnete Landstraßen, teils unbefestigte Fahrwege sowie innerörtliche Verbindungsstraßen.
Durch den Südosten der Town führt der Hillsboro State Trail, ein auf der Trasse einer ehemaligen Eisenbahnstrecke verlaufender Rail Trail für Wanderer und Radfahrer. Im Winter kann der Wanderweg auch mit Schneemobilen befahren werden.
Die nächsten Flughäfen sind der La Crosse Regional Airport (rund 95 km westnordwestlich), der Rochester International Airport in Rochester, Minnesota (rund 205 km westlich) und der Dane County Regional Airport in Wisconsins Hauptstadt Madison (rund 130 km südöstlich).

## Bevölkerung
Nach der Volkszählung im Jahr 2010 lebten in der Town of Hillsboro 807 Menschen in 290 Haushalten. Die Bevölkerungsdichte betrug 8,7 Einwohner pro Quadratkilometer. In den 290 Haushalten lebten statistisch je 2,76 Personen.
Ethnisch betrachtet setzte sich die Bevölkerung zusammen aus 97,5 Prozent Weißen, 0,5 Prozent amerikanischen Ureinwohnern, 0,2 Prozent Asiaten sowie 0,2 Prozent aus anderen ethnischen Gruppen; 1,5 Prozent stammten von zwei oder mehr Ethnien ab. Unabhängig von der ethnischen Zugehörigkeit waren 0,6 Prozent der Bevölkerung spanischer oder lateinamerikanischer Abstammung.
29,2 Prozent der Bevölkerung waren unter 18 Jahre alt, 54,4 Prozent waren zwischen 18 und 64 und 16,4 Prozent waren 65 Jahre oder älter. 49,1 Prozent der Bevölkerung war weiblich.
Das mittlere jährliche Einkommen eines Haushalts lag bei 52.895 USD. Das Pro-Kopf-Einkommen betrug 24.733 USD. 11,1 Prozent der Einwohner lebten unterhalb der Armutsgrenze.

## Ortschaften in der Town of Hillsboro
Neben Streubesiedlung existiert in der Town of Hillsboro mit Trippville noch eine gemeindefreie Siedlung.